# Айдельгайт, Майер
Майер Айдельгайт (16 июля 1910, Янов — 1943) — польский математик.

## Биография
Его отец Озияс Айдельгайт (1885—1944) был рабочим-деревообработчиком. В 1929 году окончил львовскую гимназию им. Жолкевского.
В 1929–1933 годах учился во Львовском университете на математико-естественном факультете. Окончил университет со степенью магистра философии в области математики.
Магистерская работа — «Теория конвергенции» (пол. Teoria sumowalności).
Продолжал научные исследования по функциональному анализу. На 1939 год имел 8 опубликованных и 4 сданных в печать научных труда.
В 1933–1939 годах зарабатывает преподаванием, в частности, и частными лекциями, репетиторством.
В 1935 году избран членом Польского математического общества.
В 1938 году получил степень доктора философии во Львовском университете (диссертация «О решении комплексов линейных уравнений с бесконечным числом неизвестных» пол. O rozwiązywaniu układów równań liniowych o nieskończenie wielu niewiadomych под руководством Стефана Банаха).
В январе 1939 — доцент кафедры анализа, которой заведовал профессор Гуго Штайнхауз; впоследствии переведен на кафедру алгебры профессора Евстахия Жилинского.
21 марта 1941 года — кандидат физико-математических наук и доцент.
В 1943 году убит нацистами.

## Также
- Теорема Айдельгайта (1936)[4]